# ウラル国内軍管区
ウラル国内軍管区（Уральский округ внутренних войск）は、ソ連、ロシア内務省（MVD）国内軍のウラル地域における軍事行政単位、統合部隊。

## 歴史
- 1980年10月14日 - ソ連MVD国内軍第87護送師団に基づき、ソ連MVD国内軍ウラル局が編成された。
- 1993年3月2日 - 「ロシア連邦MVD国内軍機関に関する」大統領令により、ロシア領土に7個国内軍管区が設置され、ウラル国内軍管区が創設された。
- 1995年 - この年から現在に至るまで、軍管区部隊が、北カフカーズ地域で戦闘勤務に就く。
- 2008年1月1日 - ウラル地域司令部（Уральское региональное командование）に改編。

## 編成
- 第93国家重要施設警備師団：オーゼルスク
- 第96国家重要施設警備師団：ノヴォウラリスク
- 独立特殊自動車化大隊：エカテリンブルク
- 第131独立特殊自動車化連隊：チェリャビンスク
- 第12特殊任務支隊「ラトニク」：ニジニー・タギル
- 第23特殊任務支隊「メチェル」：チェリャビンスク